# نادي الاتحاد السعودي موسم 1996–97
نادي الاتحاد السعودي موسم 1996–97 هو إحدى مواسم نادي الاتحاد بدء سنة 1996. حقق الاتحاد بهذا الموسم جميع بطولات الموسم في إنجاز غير مسبوق في تاريخ الاندية أو البطولات السعودية.

## معلومات الفريق

ثلاثية الاتحاد على غلاف مجلة عالم الرياضة

ملاحظة: تشير الأعلام إلى المنتخب الوطني على النحو المحدد في قواعد الأهلية للفيفا. قد يحمل اللاعبون أكثر من جنسية واحدة غير تابعة للفيفا.
| الرقم | البلد    | المركز | اللاعب        |
| ----- | -------- | ------ | ------------- |
|       | السعودية | حارس   | حسن خليفة     |
|       | السعودية |        | محمد الخليوي  |
|       | السعودية |        | أحمد خريش     |
|       | السعودية |        | أحمد جميل     |
|       | المغرب   |        | أحمد بهجا     |
|       | السعودية |        | جبرتي علي     |
|       | السعودية |        | سالم سويد     |
|       | السعودية |        | محمد الصحفي   |
|       | السعودية |        | خميس الزهراني |
|       | السعودية |        | عبدالله ريحان |
|       | السعودية |        | جاري القرني   |